# 网纹鬃毛石鳖
网纹鬃毛石鳖（学名：Mopalia retifera），亦作网纹髦毛石鳖，是新石鳖目鬃毛石鳖科鬃毛石鱉屬的一种。見於中国大陆福建省東山島以北沿海的潮間帶。